# Limenandra nodosa
Limenandra nodosa is een slakkensoort uit de familie van de Aeolidiidae. De wetenschappelijke naam van de soort is voor het eerst geldig gepubliceerd in 1958 door Haefelfinger & Stamm.